# پیروکالول
پیروکالول یا ۳،۲،۱، بنرن تری اول، به شکل پودر بلوری سفید رنگ، و یک احیاء کننده پر قدرت است. برای اولین بار در سال ۱۷۸۶ توسط Scheele با حرارت دادن اسید کالیک بدست آمد. روش دیگری که برای تهیه آن وجود دارد، حرارت دادن متناوب پارا کلرو فنول دی سولفونیک اسید با پتاسیم هیدروکسید است.
زمانی که محلول قلیایی آن اکسیژن هوا را جذب می‌کند، رنگ بنفش خود را از دست می‌دهد. از این خاصیت پیروکالول برای سنجش مقدار اکسیژن هوا استفاده می‌شود.

## استفاده در عکاسی
هر چند پیروکالول در قرن ۱۹ میلادی الی اوایل قرن بیستم یکی از عوامل محبوب ظهور فیلم در عکاسی بود، اما از سال ۱۹۲۰ به این طرف بخاطر ایجاد لکه رنگی بر روی نگاتیو محبوبیت خود را از دست داد؟! ولی باز هم توسط عکاسان معروفی همچون ادوارد وستون مورد استفاده قرار می‌گرفت. اکسیداسیون سریع پیروکالول یکی از موانع استفاده روزمره و آسان آن در عکاسی بود. به این منظور در سال ۱۹۸۰ تلاش‌های زیادی از طرف جان ویمبرلی (John Wimberley) و گوردون هات چینگز (Gordon Hutchings) انجام گرفت. آزمایش‌های هات چینگز به مدت یک دهه ادامه یافت و عاقبت موفق به ارائه فرمولی به نام PMK شد که ترکیبی از پیروکالول، متل و کدالک (کدالک نام تجاری سدیم متا بورات است) بود. هات چینگز نشان داد که این فرمول مشکلات استفاده از پیروکالول خالص را ندارد و باعث بروز لکه سبز که نتیجه استفاده از پیروکالول خالص بود، نمی‌شود. ویمبرلی نیز از سال ۱۹۶۹ تا سال ۱۹۷۷ آزمایش‌هایی انجام داد، نتیجه این آزمایش‌های ارائه فرمولی با نام اختصاری WD2D بود که در بوسیله کارخانجات لوازم عکاسی پترسون (Petersons) در سال ۱۹۷۷ اعلام و معرفی گردید.
در حال حاضر PMK و دیگر فرمولاسیون‌های مدرن pyro توسط بسیاری از عکاسانی که کار سیاه و سفید انجام می‌دهند مورد استفاده قرار می‌گیرد.